# Harald II. Dánský
Harald II. Dánský († 1018) byl králem Dánska v letech 1014 až 1018. Byl nejstarším synem Svena Vidlího vouse a zřejmě Gunhildy Vendské.
Byl dánským regentem, zatímco jeho otec bojoval s Ethelredem II. v Anglii. V roce 1014 po smrti otce zdědil dánský trůn. Jeho bratr Knut mu zřejmě nabídl, že se stanou spoluvládci, což se u Haralda nesetkalo s kladnou odezvou. Zdá se, že Harald nabídl svému bratrovi velitelství vojska pro invazi do Anglie výměnou za to, že si nebude klást nárok na následnictví na dánském trůnu. Knut s tímto návrhem zřejmě souhlasil a vypravil se do Anglie s daleko větším vojskem než předtím.
O Haraldově vládě je jen málo informací. Po jeho smrti v roce 1018 na dánský trůn usedl jeho bratr Knut Veliký.